# フェミ・オパブンミ
フェミ・オパブンミ（Femi Opabunmi、1985年3月3日 - ）は、ナイジェリアの元サッカー選手。元ナイジェリア代表。ポジションはフォワード。

## 来歴
2002年5月に親善試合でナイジェリア代表デビュー。直後の2002 FIFAワールドカップにも出場した。2003年までに6試合に出場、1得点をあげた。

## 代表歴

### 出場大会
- ナイジェリア代表
  - 2002 FIFAワールドカップ

### 試合数
- 国際Aマッチ 6試合 1得点（2002年-2003年）[1]

| ナイジェリア代表 | 国際Aマッチ | 国際Aマッチ |
| 年               | 出場        | 得点        |
| ---------------- | ----------- | ----------- |
| 2002             | 4           | 1           |
| 2003             | 2           | 0           |
| 通算             | 6           | 1           |